# Kraje śródziemnomorskie

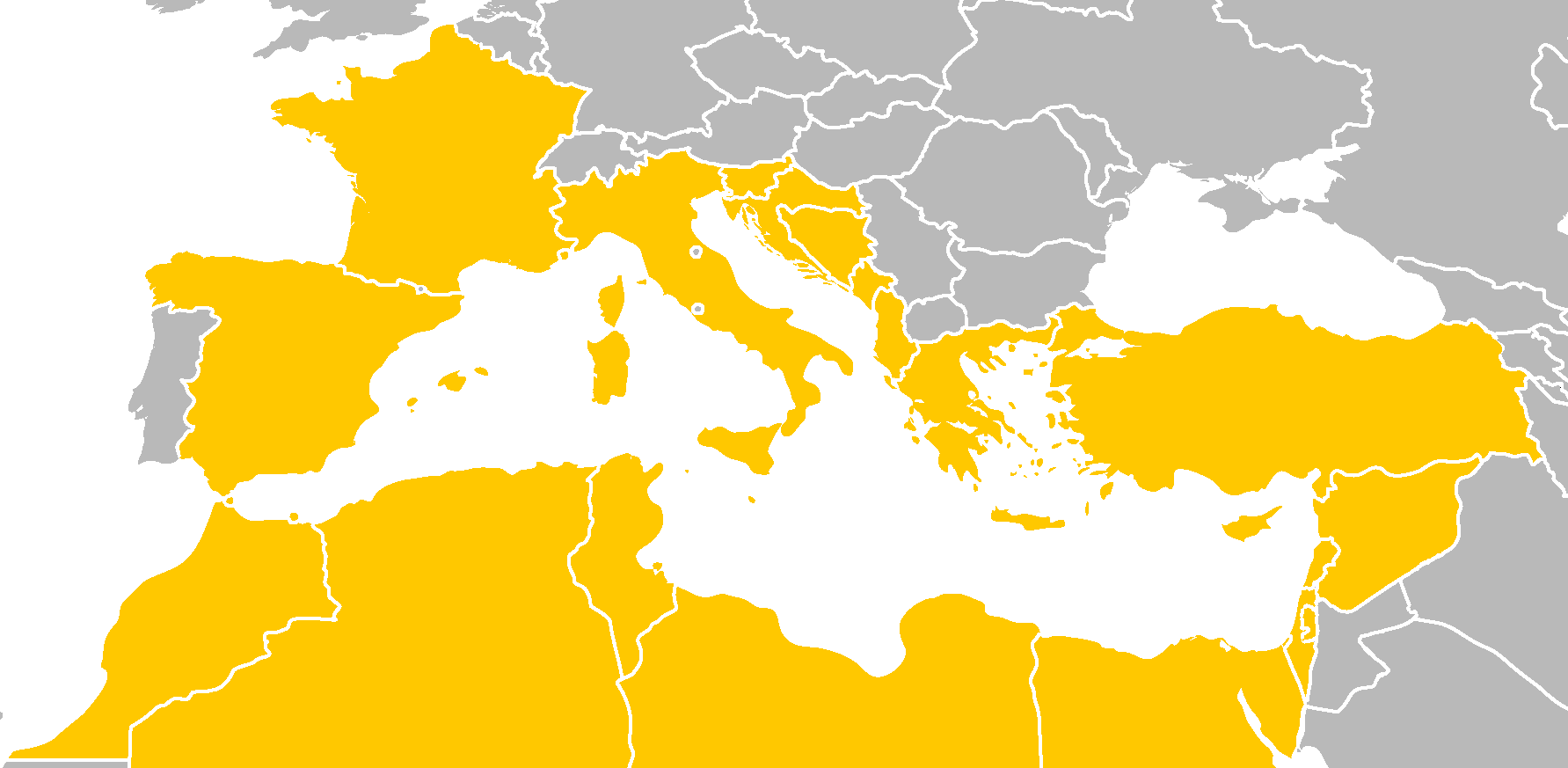
Kraje śródziemnomorskie

Kraje śródziemnomorskie – region geograficzny i historyczny, obejmujący obszar basenu Morza Śródziemnego, na styku trzech kontynentów Starego Świata: Europy, Azji i Afryki. Obszar ten od kilku tysiącleci połączony jest więzami historycznymi, kulturowymi, politycznymi, handlowymi i gospodarczymi.
Region ten jest kolebką najstarszych cywilizacji i wielkich religii monoteistycznych, był miejscem narodzin wielu prądów umysłowych. Stąd na cały świat promieniowały nowe osiągnięcia w sztuce i technice, wreszcie stąd wyruszały wielkie wyprawy na podbój Nowego Świata.
Współcześnie do krajów śródziemnomorskich należą: Gibraltar, Hiszpania, Francja, Monako, Włochy, Malta, Słowenia, Chorwacja, Bośnia i Hercegowina, Czarnogóra, Albania, Grecja, Turcja, Cypr, Syria, Liban, Izrael, Autonomia Palestyńska, Egipt, Libia, Tunezja, Algieria i Maroko.